# Lista de seleções masculinas de futebol
Esta é uma lista das seleções masculinas de futebol no mundo. Há mais nações com equipes de futebol do que para qualquer outro esporte, com equipes representando 191 dos 193 estados membros da ONU, bem como vários territórios dependentes, entidades subnacionais e estados que não são membros das Nações Unidas. Esta lista divide as equipes em dois grupos principais:
- Equipes que são membros da Federação Internacional de Futebol (FIFA), o órgão que rege o futebol no mundo (211 equipes), ou que têm filiação em uma confederação continental afiliada à FIFA sem serem membros da FIFA (11 equipes).

- Equipes que não são membros da FIFA ou de qualquer federação continental, mas que representam estados soberanos. Este grupo inclui membros das Nações Unidas e estados observadores, bem como estados que não são membros da ONU (11 equipes).

## Países filiados à FIFA

Mapa do Mundo com as suas seis confederações.

Há atualmente 211 seleções nacionais afiliadas à Federação Internacional de Futebol (FIFA), o maior órgão governamental de futebol, distribuídos em seis diferentes confederações. Eles têm direito a disputar a Copa do Mundo FIFA (caso se classificarem) e os jogos entre eles são reconhecidos como partidas internacionais. Baseado nos resultados das equipes nos últimos quatro anos, é elaborado mensalmente o Ranking Mundial da FIFA.
Cada seleção nacional é também afiliada a uma das seis confederações, de acordo com sua localização:
- Ásia: Confederação Asiática de Futebol (AFC)
- África: Confederação Africana de Futebol (CAF)
- Américas do Norte e Central e Caribe: Confederação das Associações de Futebol da América do Norte, Central e Caribe (CONCACAF)
- América do Sul: Confederação Sul-americana de Futebol (CONMEBOL)
- Oceania; Confederação de Futebol da Oceania (OFC)
- Europa: União das Associações Europeias de Futebol (UEFA)

### Ásia (AFC)
Devido à dimensão geográfica da Ásia, a AFC é subdividida em cinco sub-federações:
- Federação de Futebol da Ásia Ocidental (WAFF) - representa os países da extremidade ocidental do continente, exceto Israel.
- Federação de Futebol do Leste Asiático (EAFF) - representa as nações do Leste Asiático, além de Guam e das Ilhas Marianas Setentrionais.
- Associação de Futebol da Ásia Central (CAFA) - representa os países da Ásia Central, incluindo o Afeganistão, o Irã e a maior parte da Ásia Central soviética, exceto o Cazaquistão.
- Federação de Futebol do Sul da Ásia (SAFF) - representa os países do Sul da Ásia.
- Federação de Futebol da ASEAN (AFF) - representa os países do Sudeste Asiático, além da Austrália.

| - Afeganistão - Arábia Saudita - Austrália (oceânico) - Bahrein - Bangladesh - Brunei - Butão - Camboja - China - Coreia do Norte - Coreia do Sul - Emirados Árabes Unidos | - Filipinas - Guam - Hong Kong - Iêmen - Índia - Indonésia - Irã - Iraque - Japão - Jordânia - Kuwait - Laos | - Líbano - Macau - Malásia - Maldivas - Mongólia - Myanmar - Nepal - Omã - Palestina - Paquistão - Catar - Quirguistão | - Singapura - Síria - Sri Lanka - Tailândia - Taipé Chinês - Tadjiquistão - Timor-Leste - Turcomenistão - Uzbequistão - Vietnã |

### África (CAF)
Devido ao tamanho geográfico da África, a CAF é dividido em cinco federações regionais:
- Conselho das Associações de Futebol da África Oriental e Central (CECAFA) - representa as nações geralmente consideradas como formando as regiões da África Oriental e algumas nações da África Central.
- Conselho das Associações de Futebol da África Austral (COSAFA) - representa as nações geralmente consideradas como parte da África Austral, bem como os estados insulares ao largo da sua costa.
- União de Futebol da África Ocidental (WAFU / UFOA) - representa as nações da África Ocidental.
- União Norte-Africana de Futebol (UNAF) - representa as nações consideradas como parte do Norte da África.
- União das Federações de Futebol da África Central (UNIFFAC) - representa algumas das nações que formam a África Central.

| - África do Sul - Angola - Argélia - Benim - Botsuana - Burquina Fasso - Burundi - Cabo Verde - Camarões - Chade - Comores - Congo - Costa do Marfim - Djibouti | - Egito - Eritreia - Essuatíni - Etiópia - Gabão - Gâmbia - Gana - Guiné - Guiné Equatorial - Guiné-Bissau - Lesoto - Libéria - Líbia - Madagascar | - Malawi - Mali - Marrocos - Maurícia - Mauritânia - Moçambique - Namíbia - Níger - Nigéria - Quénia - República Centro-Africana - RD Congo - Ruanda - São Tomé e Príncipe | - Senegal - Serra Leoa - Seicheles - Somália - Sudão - Sudão do Sul - Tanzânia - Togo - Tunísia - Uganda - Zâmbia - Zimbabwe |

### Américas do Norte e Central, e Caribe (CONCACAF)
A federação da CONCACAF é dividido em três federações regionais que têm a responsabilidade de parte da área geográfica da região:
- União Caribenha de Futebol (CFU) - representa todas as 27 nações do Caribe, além das Bermudas e três nações da América do Sul.[nota 1]
- União Norte-Americana de Futebol (NAFU) - representa os três países da América do Norte (excluindo a América Central).
- União Centro-Americana de Futebol (UNCAF) - representa os sete países da América Central.

#### Zona Norte-americana -NAFU
- Canadá
- Estados Unidos
- México

#### Zona Centro-americana -UNCAF
- Belize
- Costa Rica
- El Salvador
- Guatemala
- Honduras
- Nicarágua
- Panamá

#### Zona do Caribe -CFU
| - Anguila - Antígua e Barbuda - Aruba - Bermudas (Norte-americano) - Bahamas - Barbados - Cuba | - Curaçau - Dominica - Granada - Guiana (Sul-americano) - Haiti - Ilhas Caimã - Ilhas Virgens Americanas | - Ilhas Virgens Britânicas - Jamaica - Monserrate - Porto Rico - República Dominicana - Santa Lúcia - São Cristóvão e Neves | - São Vicente e Granadinas - Suriname (Sul-americano) - Trinidad e Tobago - Turcas e Caicos |

### América do Sul (CONMEBOL)
- Argentina
- Bolívia
- Brasil
- Chile
- Colômbia
- Equador
- Paraguai
- Peru
- Uruguai
- Venezuela

### Oceania (OFC)
- Fiji
- Ilhas Cook
- Ilhas Salomão
- Nova Caledônia
- Nova Zelândia
- Papua-Nova Guiné
- Samoa
- Samoa Americana
- Taiti
- Tonga
- Vanuatu

### Europa (UEFA)
| - Albânia - Alemanha - Andorra - Armênia - Áustria - Azerbaijão - Bélgica - Bielorrússia - Bósnia e Herzegovina - Bulgária - Cazaquistão (Asiático) - Chipre - Croácia - Dinamarca | - Escócia - Eslováquia - Eslovênia - Espanha - Estónia - Finlândia - França - Geórgia - Gibraltar - Grécia - Hungria - Ilhas Faroé - Inglaterra - Irlanda | - Irlanda do Norte - Islândia - Israel (Asiático) - Itália - Kosovo - Letónia - Liechtenstein - Lituânia - Luxemburgo - Macedônia do Norte - Malta - Moldávia - Montenegro - Noruega | - País de Gales - Países Baixos - Polónia - Portugal - Romênia - Rússia - San Marino - Sérvia - Suécia - Suíça - Tchéquia - Turquia - Ucrânia |

## Seleções participantes nos campeonatos de confederações continentais
Estas seleções nacionais não são filiadas à FIFA, apenas às confederações continentais. Participam dos campeonatos continentais, como exemplo, a Copa Ouro da CONCACAF.

### Ásia (AFC)
- Ilhas Marianas Setentrionais (Oceânico)

### África (CAF)
- Reunião
- Zanzibar

### Américas do Norte, Central e Caribe (CONCACAF)
- Bonaire
- Guadalupe
- Guiana Francesa (Sul-americano)
- Martinica
- São Martinho Francês
- São Martinho Neerlandês

### Oceania (OFC)
- Kiribati
- Tuvalu

## Seleções não filiadas à confederações da FIFA
As equipes nacionais de futebol incluídas nesta seção não são membros da FIFA nem de suas confederações continentais afiliadas. As equipes não são elegíveis para participar da Copa do Mundo FIFA ou de seus campeonatos de confederações continentais. Os estatutos da FIFA não permitem que as equipes participantes compitam com esses lados sem a sua prévia permissão.
Esta seção lista:
- 5 equipes representando estados soberanos que são membros ou observadores das Nações Unidas.

- 8 equipes representando estados que não são membros das Nações Unidas.

### Estados soberanos não afiliados
Existem sete estados membros e observadores das Nações Unidas que não são membros da FIFA nem de suas confederações continentais afiliadas. Cinco deles, no entanto, têm colocado equipes nacionais em amistosos não oficiais, torneios de nível olímpico (como os Jogos do Pacífico ou os Jogos da Micronésia) ou em torneios realizados fora dos auspícios da FIFA. Essas equipes estão listadas abaixo.
- Estados Federados da Micronésia
- Mônaco
- Palau
- Reino Unido (Participa nas Olimpíadas)[2]
- Vaticano

Dois outros estados membros da ONU (Ilhas Marshall e Nauru) nunca colocaram uma equipe de futebol organizada por uma associação nacional, embora haja relatos de que equipes de futebol amador que alegam representar o último participaram de amistosos locais em pelo menos duas ocasiões.Ver também: Seleção Nauruana de Futebol.

### Estados não afiliados na ONU
Três estados com reconhecimento internacional limitado e sem afiliação à ONU são membros plenos da FIFA e de uma confederação afiliada: A Palestina e a República da China (como Taipé Chinês) são membros da FIFA e da Confederação Asiática de Futebol; Kosovo é membro da FIFA e da UEFA; As Ilhas Cook são um estado associado sem afiliação à ONU, mas são um membro da FIFA e da Confederação de Futebol da Oceania. Esses estados estão todos listados acima.
Outros oito estados associados, de fato ou parcialmente reconhecidos, sem afiliação à ONU, colocaram seleções de futebol em torneios de futebol não-FIFA ou em jogos amistosos não sancionados. Nenhum desses estados, entretanto, é atualmente membro da FIFA ou de qualquer uma de suas confederações continentais afiliadas.
- Abecásia
- Chipre do Norte
- Niue
- Ossétia do Sul
- Saara Ocidental
- Somalilândia
- Transnístria

### Territórios dependentes
Os times de futebol que representam os seguintes territórios dependentes, não são membros da FIFA ou da sua confederação local:
| - Arquipélago de Chagos - Groenlândia - Guernsey - Ilhas Åland - Ilha Christmas - Ilhas Cocos - Ilhas Geórgia do Sul e Sandwich do Sul - Ilhas Malvinas - Ilha de Man - Ilha Norfolk - Ilhas Pitcairn | - Jersey - Mayotte - Saba - São Bartolomeu - Santo Eustáquio - Santa Helena - Saint-Pierre e Miquelon ou São Pedro e Miquelão - Sark - Tokelau - Wallis e Futuna |  |

### Associações regionais
Os times de futebol que representam os seguintes associações regionais, não são membros da FIFA ou da sua confederação local:

### Regiões históricas, autônomas e micronações
Os times de futebol que representam os seguintes regiões históricas, autônomas e micronações, não são membros da FIFA ou da sua confederação local:
| - Arameus - Camarões do Sul - Chechênia - Crimeia - Comunidade Valenciana - Condado de Nice - Córsega - Curdistão - Darfur - Duas Sicílias - Gagaúzia - Gozo - Ilha de Páscoa | - Lapônia - Molucas do Sul - Múrcia - Ocitânia - Padânia - Papua Ocidental - Provença - Quebec - Récia - Sealand - Sardenha - Tamil Eelam - Tibet |  |

## Ex-seleções nacionais de futebol
Essas seleções nacionais já não existem mais devido à dissolução da nação ou do território que representavam. Apenas os selecionados nacionais que já foram membros da FIFA estão listados abaixo.
| Equipe anterior                                                                     | Equipe(s) sucessora(s) (a posição herdada/resultados) | Outra equipe sucessora(s)                                                                                              | Notas |
| ----------------------------------------------------------------------------------- | ----------------------------------------------------- | --- | --- |
| Tchecoslováquia (Representante de Tchecos e Eslovacos em 1993)                      | República Tcheca                                      | Eslováquia | Representou a Tchecoslováquia até a sua dissolução na República Tcheca e na Eslováquia em 1993. Competiu como Representante de Tchecos e Eslovacos para o restante de suas partidas nas eliminatórias da Copa do Mundo de 1994. |
| Sarre                                                                               |                                                       | Alemanha Ocidental | Representou o Protetorado de Sarre de 1950 a 1956 antes de sua união com a República Federal da Alemanha. |
| Alemanha Ocidental (oficialmente República Federal da Alemanha)                     | Alemanha                                              | | Representou a Alemanha Ocidental entre 1952 e 1990, antes da reunificação com a Alemanha Oriental. Foi considerada uma continuação da equipe que havia representado o estado alemão antes de 1942. |
| Alemanha Oriental (oficialmente República Democrática Alemã)                        |                                                       | Alemanha | Representou a Alemanha Oriental entre 1952 e 1990, antes da reunificação com a Alemanha Ocidental. |
| Irlanda                                                                             | Irlanda do Norte                                      | Irlanda | Representou a Irlanda desde 1882. A partir de 1922, quando o Estado Livre Irlandês (posteriormente República da Irlanda) deixou o Reino Unido, até 1953, continuou a escolher jogadores de toda a Ilha da Irlanda, antes de se restringir a jogadores da Irlanda do Norte sob pressão da FIFA. |
| Malaia                                                                              | Malásia                                               | | Representou a Federação Malaia desde 1953 até sua união com Sarauaque, Bornéu do Norte e Singapura para formar a Malásia em 1963. Singapura, que ganhou a independência em 1965, manteve sua equipe nacional preexistente. |
| Tanganica                                                                           | Tanzânia                                              | | Representou Tanganica até sua união com Zanzibar como Tanzânia, em 1964. Zanzibar é um membro associado da CAF e portanto não é um membro da FIFA. |
| Mandato Britânico da Palestina                                                      | Israel                                                | Palestina | Representou o Mandato Britânico da Palestina desde 1934 até a formação do Estado de Israel em 1948. Uma equipe representando os Territórios Palestinos foi formada em 1953 e foi admitida na FIFA em 1998. |
| Vietnã do Sul                                                                       | Vietnã                                                | | Representou o Vietnã do Sul de 1949 a 1975. Uma seleção separada representando o Vietnã do Norte nunca recebeu filiação à FIFA nem à Confederação Asiática de Futebol (AFC). Na reunificação do Vietnã, as equipes do Norte e do Sul deixaram de existir, com uma seleção nacional de futebol do Vietnã unificada assumindo o lugar do Sul tanto na FIFA quanto na Confederação Asiática. |
| Iêmen do Norte (oficialmente República Árabe do Iêmen)                              | Iêmen                                                 | | Representou o Iêmen do Norte desde 1965 até sua união com o Iêmen do Sul em 1990. |
| Iêmen do Sul (oficialmente República Democrática Popular do Iêmen)                  |                                                       | Iêmen | Representou o Iêmen do Sul desde 1965 até sua união com o Iêmen do Norte em 1990. |
| República Árabe Unida                                                               | Egito                                                 | Síria | Representou a República Árabe Unida de 1958 a 1961 até a secessão da Síria. Foi considerada uma continuação da anterior Seleção Egípcia de Futebol, que se tornou a sua equipe sucessora. A equipe continuou a ser conhecida como a República Árabe Unida até 1970. |
| União Soviética                                                                     | CEI                                                   | Estônia Letônia Lituânia                                                                                               | Representou a União Soviética desde 1940 até a sua dissolução em 1991. Esta foi considerada uma continuação da equipe que tinha representado anteriormente o Império Russo. As equipes que representam a Estônia, Letônia e Lituânia estiveram ativas independentemente antes de sua incorporação à União Soviética em 1940. |
| CEI                                                                                 | Rússia                                                | Armênia Azerbaijão Bielorrússia Geórgia Cazaquistão Quirguistão Moldávia Tajiquistão Turcomenistão Ucrânia Uzbequistão | Representou a Comunidade dos Estados Independentes e da Geórgia a partir de janeiro de 1992 até o final da Eurocopa do mesmo ano, a fim de assumir o lugar da União Soviética na competição. |
| Iugoslávia                                                                          | República Federal da Iugoslávia                       | Bósnia e Herzegovina Croácia Macedônia Eslovênia                                                                       | Representou a Iugoslávia entre 1920 e 1992, antes da dissolução da República Socialista Federativa da Iugoslávia em Bósnia e Herzegovina, Croácia, República Federal da Iugoslávia, Macedônia e Eslovênia. |
| República Federal da Iugoslávia (Posteriormente renomeada como Sérvia e Montenegro) | Sérvia                                                | Montenegro | Representou a República Federal da Iugoslávia, conhecida como Sérvia e Montenegro depois de 2003, desde 1992 até a sua dissolução na Sérvia e em Montenegro em 2006. Kosovo declarou independência da Sérvia em 2008, e sua seleção nacional foi aceita na UEFA e na FIFA em 2016. |
| Antilhas Neerlandesas                                                               | Curaçao                                               | Aruba Bonaire São Martinho Neerlandês                                                                                  | Aruba se tornou uma nação separada em 1986 e foi reconhecida pela FIFA em 1988. A antiga seleção representou as Antilhas Neerlandesas até a dissolução do país em 2010. Anteriormente conhecido como "Curaçao", este nome foi restaurado em março de 2011, quando o novo país constituinte de Curaçao assumiu o lugar das Antilhas Neerlandesas na FIFA e na CONCACAF. As equipes que representam os antigos territórios das Antilhas Neerlandesas de Bonaire e São Martinho Neerlandês são membros efetivos da CONCACAF, mas não da FIFA. Dois outros ex-territórios das Antilhas Neerlandesas (Saba e Santo Eustáquio) já enfrentaram seleções nacionais em amistosos não oficiais no passado, mas nenhum deles é membro da FIFA ou de uma federação continental. |

### Mudaram os nomes
Além do acima, outras nações foram renomeados:
- Alemanha →  Alemanha Ocidental em 1950 →  Alemanha em 1990
- Alto Volta →  Burkina Faso em 1984
- Birmânia →  Myanmar em 1989
- Camboja →  República de Khmer em 1970 →  Kampuchea em 1975 →  Camboja em 1979
- Ceilão →  Sri Lanka em 1972
- Checoslováquia (1918-1939) →  Protetorado da Boêmia e da Morávia em 1939 →  Tchecoslováquia em 1945 →  Representação dos checos e eslovacos em 1993
- Congo Belga →  Congo-Léopoldville em 1960 →  Congo-Kinshasa em 1963 →  Zaire em 1971 →  RD Congo em 1997
- Congo Francês →  Congo-Brazzaville em 1960 →  Congo em 1992
- Costa do Ouro →  Gana em 1957
- Daomé →  Benim em 1975
- Equipe FLN →  Argélia em 1962
- Gâmbia Britânica →  Gâmbia em 1965
- Guiana Inglesa →  Guiana em 1966
- Guiné Portuguesa →  Guiné-Bissau em 1975
- Império Russo →  União Soviética em 1923
- Índias Orientais Holandesas →  Indonésia em 1945
- Estado Livre da Irlanda →  República da Irlanda em 1949
- RF Jugoslávia →  Sérvia e Montenegro em 2003
- Madagáscar →  República de Malgaxe em 1958 →  Madagáscar em 1975
- Niassalândia →  Malawi em 1966
- Novas Hébridas →  Vanuatu em 1980
- Palestina, Mandato Britânico →  Israel em 1948
- Reino dos Sérvios, Croatas e Eslovenos →  Iugoslávia em 1929
- República Árabe Unida →  Egito em 1972
- Rodésia do Norte →  Zâmbia em 1964
- Rodésia do Sul →  Rodésia em 1964 →  Zimbabwe em 1980
- Samoa Ocidental →  Samoa em 1996
- Somalilândia Francesa →  Djibuti em 1977
- Suriname Holandesa →  Suriname em 1954
- Togolândia Francesa →  Togo em 1960